# Peru i olympiska sommarspelen 1984
Peru deltog med 35 deltagare vid de olympiska sommarspelen 1984 i Los Angeles. Totalt vann de en silvermedalj.

## Medaljer

### Silver
- Francisco Boza - Skytte

## Cykling
Herrarnas linjelopp
- Ramón Zavaleta — fullföljde inte (→ ingen placering)

## Friidrott
Herrarnas 5 000 meter
- Roger Soler
  - Heat — 14:28,26 (→ gick inte vidare)

Damernas maraton
- Ena Guevara
  - Final — 2:46:50 (→ 35:e plats)